# ريكي فان فولفسفينكل
ريكي فان فولفسفينكل (Ricky van Wolfswinkel) (27 يناير 1989 في فاودنبيرخ في هولندا – )؛ هو لاعب كرة قدم كان يلعب كمهاجم. يلعب مع منتخب هولندا لكرة القدم منذ عام 2010.

## وصلات خارجية
- ريكي فان فولفسفينكل على موقع الاتحاد الدولي (مؤرشف)  (الإنجليزية)
- ريكي فان فولفسفينكل على موقع الاتحاد الأوربي (الإنجليزية)
- ريكي فان فولفسفينكل على موقع قاعدة بيانات كرة القدم.إي يو (الإنجليزية)
- ريكي فان فولفسفينكل على موقع بيانات كرة القدم. دي إي (الألمانية)
- ريكي فان فولفسفينكل على موقع ليكيب (الفرنسية)
- ريكي فان فولفسفينكل على موقع ناشيونال فوتبول تيمز (الإنجليزية)
- ريكي فان فولفسفينكل على موقع Soccerbase.com (لاعب) (الإنجليزية)
- ريكي فان فولفسفينكل على موقع Soccerway.com (الإنجليزية)
- ريكي فان فولفسفينكل على موقع عالم كرة القدم.نت (الإنجليزية)
- ريكي فان فولفسفينكل على موقع AS.com (الإسبانية)